# Henrique Adriano Buss
Henrique Adriano Buss ou somente Henrique (Marechal Cândido Rondon, 14 de outubro de 1986), é um ex-futebolista brasileiro que atuava como zagueiro.

## Carreira

### Clubes
Antes de 1998, apareceu na base do Londrina pelos gestores da Júnior Team, depois então foi revelado e era jogador do Coritiba, foi campeão brasileiro da Serie B de 2007, sendo um dos principais nomes da equipe, indo até a seleção do campeonato, até que a empresa de marketing esportivo Traffic o comprou, em fevereiro de 2008, por R$5 milhões.

### Palmeiras
Logo após a compra por parte da Traffic, o jogador foi registrado como atleta do Desportivo Brasil (clube gerenciado pela Traffic) e cedido ao Palmeiras, já que o clube paulista é parceiro da empresa. No Palmeiras, Henrique jogou durante quase 5 meses e foi uns dos principais jogadores na conquista do Campeonato Paulista de 2008. Ainda neste clube, Henrique marcou um gol, de cabeça na vitória sobre o Cruzeiro, em 12 de junho de 2008. Este foi o seu único gol pelo clube em partidas do Brasileirão.

### Barcelona
Em 27 de junho de 2008, após alguns meses e apenas vinte e cinco partidas pelo Palmeiras, Henrique foi vendido ao Barcelona por €10 milhões, num contrato com duração de cinco anos.

### Bayer Leverkusen
Logo após sua contratação o clube espanhol decidiu repassá-lo por empréstimo ao Bayer Leverkusen, da Alemanha, onde se destacou como um dos melhores jogadores da equipe e sendo muito elogiado pelo treinador, onde jogou o Campeonato Alemão inteiro como titular.

### Racing Santander
Após sua passagem por empréstimo ao Bayer Leverkusen, foi novamente emprestado, desta vez ao Racing Santander, também da Espanha. Henrique se destacou e ganhou experiência durante os dois períodos de empréstimo. Após o retorno, o Barcelona decidiu que ainda não utilizará o jogador em seu time principal a partir de 2010. Sendo assim, liberou-o para jogar mais uma temporada pelo Racing, novamente por empréstimo.

### Retorno ao Palmeiras
Depois de 3 anos fora do Brasil, com o objetivo de voltar a jogar em um clube brasileiro e de voltar a atuar pela Seleção Brasileira, foi acertado, junto ao Barcelona, em julho de 2011, seu retorno ao Palmeiras por empréstimo de 1 ano. Fez sua reestreia no dia 3 de agosto de 2011, após a expulsão do zagueiro titular Thiago Heleno, no jogo em que o Palmeiras empatou por 1 a 1, contra o Coritiba, no Estádio Couto Pereira.
Em 24 de março de 2012, é contratado em definitivo pelo Palmeiras, renovando seu contrato com o clube até 2017.
Pelas semifinais da Copa do Brasil de 2012, na primeira partida contra o Grêmio, o técnico Luiz Felipe Scolari inovou e sacou o volante Márcio Araújo do time, escalando Henrique como primeiro volante. A novidade deu certo, pois o zagueiro jogou muito bem e ajudou o Palmeiras a sair de Porto Alegre com uma vitória por 2 a 0, que, mais tarde, culminaria na classificação do time para as finais da competição.
Na decisão da Copa do Brasil, contra o Coritiba, Henrique foi um dos melhores em campo na partida final disputada na capital paranaense. Atuou, por sinal, com 39 graus de febre, mas, mesmo assim, foi decisivo para a conquista de mais um título pelo Palmeiras.
Também em 2012, apesar de ter feito uma boa temporada, fez parte do elenco que rebaixou o Palmeiras para a Série B do Campeonato Brasileiro.
Em 2013, foi o capitão do elenco campeão da Série B.

### Napoli
No ano seguinte, 2014, aceita proposta e se transfere para o Napoli, da Itália, o valor da negociação é de 4 milhões de euros, o equivalente a pouco mais de R$ 13 milhões. A multa rescisória era de 6 milhões de euros (pouco menos de R$ 20 milhões), mas a diretoria do Palmeiras aceitou a oferta., em 2014 também participou da Copa do Mundo de 2014 graças ao Felipe Scolari técnico da seleção brasileira que o convocou 

### Fluminense
Em dezembro de 2015, um ano após sua ida para a Itália, onde não se firmou no Napoli, Henrique foi especulado no Flamengo, que até então tinha um acerto verbal com o zagueiro. Porém, o jogador passou a negociar contrato com o Fluminense, que estava disposto a pagar a multa rescisória do jogador. Em 11 de janeiro de 2016, Henrique assinou contrato com o clube de Laranjeiras e recebeu a camisa 33.
Apesar de um início ruim no ano de 2016, Henrique no meio do ano se firmou na equipe e foi campeão da Primeira Liga de 2016 sendo titular. Em 2017, com a chegada do técnico Abel Braga e a saída de Cícero e Fred, tornou-se capitão do time das Laranjeiras, sagrou-se campeão da Taça Guanabara em cima do Flamengo, a partida terminou 3x3 no tempo regulamentar e a partida foi para a disputa de pênaltis, Henrique e todos os jogadores tricolores converteram suas cobrança.
Em dezembro de 2017 Henrique foi dispensado pelo Fluminense junto de outros sete jogadores, mesmo o técnico Abel Braga sendo contra no caso dele. O clube optou por dispensar alguns jogadores como alternativa para reduzir os seus gastos.

### Corinthians

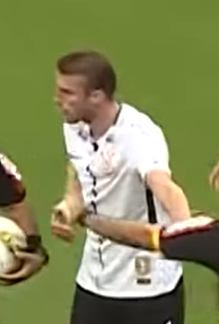
Henrique com o Corinthians em 2018

Logo após a divulgação da liberação de Henrique pelo Fluminense, foi divulgado o acerto do jogador com o Corinthians. A transferência só foi oficializada depois que Henrique acertou sua rescisão com o clube carioca.
No dia 25 de janeiro de 2018, Henrique finalmente rescinde seu contrato com o Fluminense e assina com o Corinthians por duas temporadas. Fez sua estreia na derrota de 1 a 0 diante do São Bento. Marcou seu primeiro gol pelo Corinthians na vitória sobre o Botafogo-SP, 2 a 0, válida pelo Campeonato Paulista, competição ao qual se consagrou campeão contra o Palmeiras. Em 25 de agosto, Henrique marcou o único gol da vitória por 1 a 0 sobre o Paraná Clube ao completar assistência de Jadson.

### Al-Ittihad
Em 2019, Henrique rescinde com o Corinthians para acertar sua transferência ao Al Ittihad Kalba, dos Emirados Árabes Unidos.

### Belenenses
Em setembro de 2020, assinou contrato de dois anos com o Belenenses.

### Retorno ao Coritiba
Em junho de 2021, Henrique voltou ao Coritiba após 13 anos, assinando um contrato até o fim de 2023. Em novembro de 2023, após ter seu rebaixamento no Campeonato Brasileiro de 2023 confirmado, o Coritiba anunciou, via X (Twitter), que cinco jogadores do elenco, entre eles Henrique, haviam sido dispensados pelo clube.

### Aposentadoria
Após o fim do contrato com o Coritiba decidiu anunciar sua aposentadoria do futebol.

## Seleção Brasileira
Foi convocado pelo técnico Dunga para atuar pela primeira vez com a camisa da Seleção Brasileira, num amistoso contra a Suécia, em 2008. O jogo foi organizado em comemoração aos 50 anos da primeira Copa do Mundo vencida pelo Brasil, mas o zagueiro não chegou a entrar em campo.
Sua primeira partida em campo foi em um amistoso realizado no dia 7 de junho de 2008, quando o Brasil perdeu por 2 a 0 para a Venezuela, em Boston, nos Estados Unidos.
No dia 26 de julho de 2010, foi convocado pela primeira vez na era Mano Menezes para o jogo contra a Seleção dos Estados Unidos. Ele ainda jogava pelo time do Racing Santander.
No dia 5 setembro de 2011, já de volta no Palmeiras, foi convocado para um jogo contra a Argentina por Mano Menezes, que, para esta partida, só poderia chamar jogadores que atuavam no futebol nacional, mas não chegou a entrar em campo novamente.
Graças ao bom trabalho realizado no seu retorno ao Palmeiras, apesar da queda à Série B em 2012, Henrique foi relembrado novamente na Seleção Brasileira em 16 de abril de 2013, quando foi chamado por Felipão, que havia sido seu técnico na equipe alviverde, para integrar o grupo que encarou o Chile, no dia 24 do mesmo mês, no Mineirão.
O zagueiro, por sua vez, vivenciou um fato inusitado graças a tal convocação: inicialmente impedido de atuar com a Seleção devido a um conflito de calendário com o seu clube, que no dia seguinte atuaria pela Libertadores, Henrique acabou desconvocado e vendo Rodrigo Moledo, zagueiro do Internacional, como seu substituto na lista. Contudo, após a transferência do jogo do Palmeiras, pela Conmebol, o camisa 3 alviverde acabou reconvocado, apesar da manutenção de Moledo entre os selecionáveis.
Dias depois, em 24 de abril, Henrique voltou a entrar em campo com a camisa da Seleção Brasileira no amistoso contra os chilenos. Ele substituiu o zagueiro Dedé no intervalo da partida, que teve o placar de empate por 2 a 2 entre as equipes.
No dia 7 de maio de 2014, Henrique se tornou a surpresa na convocação do técnico Luiz Felipe Scolari  para Copa do Mundo FIFA de 2014, para a vaga de quarto zagueiro. Felipão respondendo a pergunta de um jornalista enfatizou: "O Henrique é um jogador que confio. Gosto do futebol dele."
| Jogos pela Seleção Brasileira          | Jogos pela Seleção Brasileira | Jogos pela Seleção Brasileira                | Jogos pela Seleção Brasileira | Jogos pela Seleção Brasileira | Jogos pela Seleção Brasileira | Jogos pela Seleção Brasileira | Jogos pela Seleção Brasileira |
|                                        | Data                          | Local                                        | Resultado                     | Adversário                    | Gols                          | Competição                    | Ref.                          |
| 2008                                   | 2008                          | 2008                                         | 2008                          | 2008                          | 2008                          | 2008                          | 2008                          |
| -------------------------------------- | ----------------------------- | -------------------------------------------- | ----------------------------- | ----------------------------- | ----------------------------- | ----------------------------- | ----------------------------- |
| 1.                                     | 6 de junho                    | Gillette Stadium, Foxborough, Estados Unidos | 0–2                           | Venezuela                     | 0                             | Amistoso                      | [ 47 ]                        |
| 2013                                   |                               |                                              |                               |                               |                               |                               |                               |
| 2.                                     | 24 de abril                   | Mineirão, Belo Horizonte, Brasil             | 2–2                           | Chile                         | 0                             | Amistoso                      | [ 48 ]                        |
| 3.                                     | 10 de setembro                | Gillette Stadium, Foxborough, Estados Unidos | 3–1                           | Portugal                      | 0                             | Amistoso                      | [ 49 ]                        |
| 4.                                     | 15 de outubro                 | Nacional, Pequim, China                      | 2–0                           | Zâmbia                        | 0                             | Amistoso                      | [ 50 ]                        |
| 2014                                   |                               |                                              |                               |                               |                               |                               |                               |
| 5.                                     | 3 de junho                    | Serra Dourada, Goiânia, Brasil               | 4–0                           | Panamá                        | 0                             | Amistoso                      | [ 51 ]                        |
| 6.                                     | 4 de julho                    | Castelão, Fortaleza, Brasil                  | 2–1                           | Colômbia                      | 0                             | Copa do Mundo                 | [ 52 ]                        |
| Legenda: Vitórias — Empates — Derrotas |                               |                                              |                               |                               |                               |                               |                               |

Expanda a caixa de informações acima para conferir todos os jogos deste jogador, pela Seleção Brasileira.

## Títulos
Coritiba
- Campeonato Brasileiro - Série B: 2007
- Campeonato Paranaense: 2022

Palmeiras
- Campeonato Paulista: 2008
- Copa do Brasil: 2012
- Campeonato Brasileiro - Série B: 2013

Napoli
- Coppa Italia: 2014
- Supercopa da Itália: 2014

Fluminense
- Primeira Liga: 2016
- Taça Guanabara: 2017

Corinthians
- Campeonato Paulista: 2018, 2019

Seleção Brasileira
- Superclássico das Américas: 2011

### Prêmios individuais
| Ano  | Premiação                      | Prêmio          | Time      | Resultado | Ref.   |
| ---- | ------------------------------ | --------------- | --------- | --------- | ------ |
| 2007 | Seleção da Série B             | Melhor zagueiro | Coritiba  | Venceu    | [ 53 ] |
| 2008 | Seleção do Campeonato Paulista | Melhor zagueiro | Palmeiras | Venceu    | [ 54 ] |